# Chery Jaguar Land Rover
Chery Jaguar Land Rover (офіційна назва Chery Jaguar Land Rover Automotive Company Ltd.) — автомобільна виробнича компанія зі штаб-квартирою в Чаншу, Китай.
Спільне підприємство Jaguar Land Rover зі штаб-квартирою у Великій Британії, що є дочірньою компанією Tata Motors з Індії, у співвідношенні 50:50; і китайського державного автовиробника Chery, був створений, щоб дозволити виробництво автомобілів Jaguar і Land Rover у материковому Китаї. Перший складальний завод Chery Jaguar Land Rover знаходиться в Чаншу, виробництво почалося в жовтні 2014 року.

## Історія
Вперше про те, що Chery та Jaguar Land Rover ведуть переговори про можливе створення китайського спільного підприємства з виробництва автомобілів, стало відомо в серпні 2010 року.
У березні 2012 року Chery та Jaguar Land Rover оголосили про плани інвестувати 2,78 мільярда доларів США в нове спільне підприємство на території материкового Китаю для виробництва автомобілів та двигунів Jaguar та Land Rover, а також заснування центру досліджень та розробок і створення нової автомобільної марки.
Створення спільного підприємства отримало офіційне схвалення Національної комісії з розвитку та реформ у листопаді 2012 р. Того ж місяця в місті Чаншу розпочалося будівництво першого складального заводу Chery Jaguar Land Rover, запланована дата завершення — липень 2014 р.
У червні 2024 року Jaguar Land Rover (JLR) та Chery підписали лист про наміри щодо співпраці у сфері електромобілів. JLR надасть ліцензію Chery Jaguar Land Rover на виробництво електромобілів на базі платформи Exeed EV під назвою E0X під брендом Freelander. Freelander як бренд буде відокремлений від портфоліо «Будинку брендів» JLR або лінійки брендів Chery. Автомобілі Freelander продаватимуться в Китаї, з планами на глобальний експорт.